# Алешания
Алешания (порт. Alexânia) — муниципалитет в Бразилии, входит в штат Гояс. Составная часть мезорегиона Восток штата Гойяс. Входит в экономико-статистический микрорегион Энторну-ду-Дистриту-Федерал. Население составляет 22 689 человек на 2006 год. Занимает площадь 847,891 км². Плотность населения — 26,8 чел./км².

## История
Город основан 14 ноября 1958 года. 

## Статистика
- Валовой внутренний продукт на 2003 год составляет 148 130 531,00 реалов (данные: Бразильский институт географии и статистики).
- Валовой внутренний продукт на душу населения на 2003 год составляет 6896,85 реалов (данные: Бразильский институт географии и статистики).
- Индекс развития человеческого потенциала на 2000 год составляет 0,696 (данные: Программа развития ООН).